# BVV in het seizoen 1960/61
Het seizoen 1960/1961 was het zevende jaar in het bestaan van de Bossche betaaldvoetbalclub BVV. De club kwam uit in de Eerste divisie A en eindigde daarin op de 11e plaats. Tevens deed de club mee aan het toernooi om de KNVB Beker, hierin werd in de eerste ronde verloren van PSV (1–3).

## Wedstrijdstatistieken

### Eerste divisie A
|       | AGOVV | D.F.C. | EDO   | Enschedese Boys | Fortuna | Helmondia '55 | Hermes DVS | HVC   | KFC   | Leeuwarden | Limburgia | RBC   | Stormvogels | Veendam | Vitesse | Volendam | De Volewijckers |
| ----- | ----- | ------ | ----- | --------------- | ------- | ------------- | ---------- | ----- | ----- | ---------- | --------- | ----- | ----------- | ------- | ------- | -------- | --------------- |
| Thuis | 1 – 2 | 1 – 0  | 1 – 2 | 2 – 0           | 1 – 1   | 3 – 0         | 1 – 2      | 1 – 0 | 1 – 0 | 1 – 0      | 2 – 2     | 0 – 0 | 2 – 3       | 5 – 2   | 2 – 1   | 2 – 1    | 4 – 1           |
| Uit   | 2 – 1 | 3 – 0  | 1 – 4 | 7 – 0           | 2 – 1   | 0 – 2         | 0 – 1      | 4 – 1 | 2 – 0 | 5 – 2      | 2 – 0     | 3 – 6 | 0 – 0       | 4 – 2   | 3 – 0   | 6 – 1    | 2 – 0           |

### KNVB beker
| Groepsfase                                               | NOAD                                                               | 0 – 3 (0 – 1) | BVV                                                  |
| 14 augustus 1960 Plaats: Tilburg Gemeentelijk Sportpark  |                                                                    |               | 11', 90' Sepp Seemann 87' (e.d.) Frans van der Meijs |
| Groepsfase                                               | BVV                                                                | 4 – 1 (2 – 1) | Wilhelmina                                           |
| 17 augustus 1960 Plaats: 's-Hertogenbosch De Vliert      | Fred Petterson 7', 31' Daan Netten 56' (pen.) Sepp Seemann 75'     |               | 34' Martin Kastelijn                                 |
| Groepsfase                                               | Willem II                                                          | 4 – 1 (0 – 0) | BVV                                                  |
| 18 september 1960 Plaats: Tilburg Gemeentelijk Sportpark | Piet de Jong 46' Georg Lambert 66' (pen.), 86' Piet Timmermans 81' |               | 58' Wim Heijmans                                     |
| Groepsfase                                               | BVV                                                                | 1 – 0 (1 – 0) | LONGA                                                |
| 15 maart 1961 Plaats: 's-Hertogenbosch De Vliert         | Ben Klerks 5'                                                      |               |                                                      |
| 1e ronde                                                 | PSV                                                                | 3 – 1 (1 – 0) | BVV                                                  |
| 25 april 1961 Plaats: Eindhoven Philips Stadion          | Coen Dillen 6', 55' Toon Brusselers 53'                            |               | 80' Ben Klerks                                       |

## Statistieken BVV 1960/1961

### Eindstand BVV in de Nederlandse Eerste divisie A 1960 / 1961
| Stand | Gespeeld | Gewonnen | Gelijk | Verloren | Punten | Doelpunten voor | Doelpunten tegen |
| ----- | -------- | -------- | ------ | -------- | ------ | --------------- | ---------------- |
| 11e   | 34       | 14       | 4      | 16       | 32     | 51              | 63               |

### Topscorers
| #                 | Naam             | Goal |
| ----------------- | ---------------- | ---- |
| 1.                | Sepp Seemann     | 10   |
| 2.                | Ben van der Plas | 7    |
| 3.                | Jos Berkelmans   | 6    |
| 4.                | Daan Netten      | 5    |
| 5.                | Wim van Helvoort | 4    |
| 6.                | Mari van Bergen  | 3    |
| 6.                | Thijs Burgerhof  | 3    |
| 6.                | Ben Klerks       | 3    |
| 9.                | Wim Heijmans     | 2    |
| 9.                | Fred Petterson   | 2    |
| 9.                | Sjef Weber       | 2    |
| 9.                | Bennie Wijnen    | 2    |
| 13.               | Wim Wisse        | 1    |
| Onbekend doelpunt |                  |      |
| –                 | Onbekend         | 1    |
| Totaal            | Totaal           | 51   |

| #              | Naam                       | Goal |
| -------------- | -------------------------- | ---- |
| 1.             | Sepp Seemann               | 3    |
| 2.             | Ben Klerks                 | 2    |
| 2.             | Fred Petterson             | 2    |
| 4.             | Wim Heijmans               | 1    |
| 4.             | Daan Netten                | 1    |
| Eigen doelpunt |                            |      |
| –              | Frans van der Meijs (NOAD) | –    |
| Totaal         | Totaal                     | 10   |